# Slim Whitaker
Charles Orbie "Slim" Whitaker (29 de julio de 1893 – 27 de junio de 1960) fue un actor de cine estadounidense. Apareció en más de 340 películas entre 1914 y 1949. Nació en Kansas City, Misuri y murió en Los Ángeles, California, debido a un infarto agudo de miocardio.

## Filmografía parcial
- The Man from Bitter Roots (1916)
- Eyes of Youth (1919)
- The Radio King (1922)
- Full Speed (1925)
- On the Go (1925)
- A Streak of Luck (1925)
- Galloping On (1925)
- The Bandit Buster (1926)
- The Bonanza Buckaroo (1926)
- The Fighting Cheat (1926)
- Double Daring (1926)
- The Stolen Ranch (1926)
- The Ramblin' Galoot (1926)
- Crossed Signals (1926)
- Bucking the Truth (1926)
- Ace of Action (1926)
- The Twin Triggers (1926)
- Rawhide (1926)
- Vanishing Hoofs (1926)
- The Phantom Buster (1927)
- The Obligin' Buckaroo (1927)
- Soda Water Cowboy (1927)
- The Ridin' Rowdy (1927)
- The Desert of the Lost (1927)
- Manhattan Cowboy (1928)
- Desperate Courage (1928)
- The Flyin' Buckaroo (1928)
- Saddle Mates (1928)
- The Sunset Legion (1928)
- Cheyenne (1929)
- An Oklahoma Cowboy (1929)
- Headin' Westward (1929)
- Bad Men's Money (1929)
- Riders of the Storm (1929)
- Captain Cowboy (1929)
- Wyoming Tornado (1929)
- The Fighting Legion (1930)
- Oklahoma Cyclone (1930)
- The Dawn Trail (1930)
- Breed of the West (1930)
- Rider of the Plains (1931)
- Lightnin' Smith Returns (1931)
- The Cheyenne Cyclone (1931)
- Valley of Badmen (1931)
- The Hurricane Horseman (1931)
- Freighters of Destiny (1931)
- West of Cheyenne (1931)
- The Fighting Fool (1932)
- Outlaw Justice (1932)
- The Texas Tornado (1932)
- The Man from New Mexico (1932)
- Guns for Hire (1932)
- The Man from Monterey (1933)
- Trouble Busters (1933)
- Sagebrush Trail (1933)
- Fighting Through (1934)
- The Man from Hell (1934)
- The Law of the Wild (1934)
- Border Vengeance (1935)
- Arizona Bad Man (1935)
- Rustler's Paradise (1935)
- The Outlaw Tamer (1935)
- Blazing Guns (1935)
- Lawless Range (1935)
- The Last of the Clintons (1935)
- Desert Guns (1936)
- Rio Grande Ranger (1936)
- Raw Timber (1937)
- Melody of the Plains (1937)
- Roaring Six Guns (1937)
- Pioneer Trail (1938)
- Lightning Carson Rides Again (1938)
- Phantom Gold (1938)
- The Fighting Gringo (1939)
- Marshal of Mesa City (1939)
- Frontiers of '49 (1939)
- Billy the Kid in Texas (1940)
- Bullet Code (1940)
- Billy the Kid Wanted (1941)
- Billy the Kid's Round-Up (1941)
- The Lone Rider and the Bandit (1942)
- The Lone Rider in Texas Justice (1942)
- Arizona Stage Coach (1942)
- Billy the Kid's Smoking Guns (1942)
- The Mysterious Rider (1942)
- Death Rides the Plains (1943)
- The Kid Rides Again (1943)
- The Drifter (1944)
- Outlaws of the Plains (1946)
- Overland Riders (1946)
- Black Hills (1947)